# Мокуме ґане

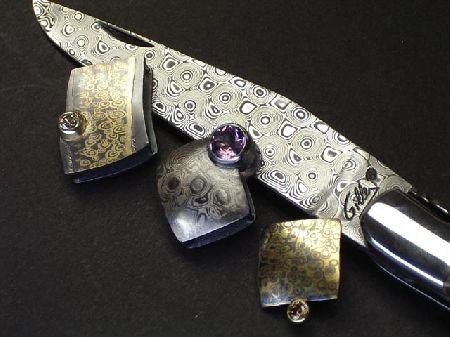
Мокуме ґане

Мокуме ґане (яп. 木目金, дос. «дерево з металу») — техніка декорування металу, завдяки якій створюється візерунок, подібний до текстури дерева з віковими кільцями. Виникла в Японії близько 300 років тому. 
Техніка полягяє у гарячому зварюванні кількох шарів металу наступним їх деформуванні та механічною обробкою, а в кінці — патинацією. В результаті, метал формує взір, що нагадує спил деревних наростів, що часто зустрічаються на стовбурах дерев. Можливості техніки не обмежені цим типом взорів. Майстри-знавці мокуме ґане створюють велике різноманіття візерунків, включаючи геометричні.
Сьогодні для виконання виробів (посуд, ювелірні прикраси, предмети розкоші тощо) у техніці мокуме ґане застосовують велике різноманіття кольорових, рідше чорних металів. Традиційно ж для мокуме ґане застосовували метали у чистому вигляді, зокрема такі, як: золото, срібло, мідь, та їх спеціальні сплави: сібуіті, сякудо, куромідо. Найчастіше використовувалася комбінація мідь-шакудо. Традиційно, після закінчення формування виробу, він підлягав патинації у спеціальному розчині рокусьо. Ця операція надавала контрасту різним почерговим шарам металів і підкреслювала візерунок.

## Історія
Дана техніка в стародавні часи використовувалася для прикраси рукояток самурайських мечів. Сегун Токугава Ієясу вважав, що меч був «душею самураїв». У 1588 році  право носити меч в Японії було обмежене тільки самураєм. Після цього указу самураї завжди носили два мечі; короткий меч (вакідзасі) і довгий меч (катана) як спосіб показу своєї привілеї та важливості.
Проте через 50 років, після сотень років затяжної війни, в Японії почався тривалий період миру, що тривав більше двох століть, і меч став більше прикрасою, ніж часто використовуваним інструментом. Самураям довелося переосмислити своє життя. Їм було заборонено заробляти на проживання торгівлею.  Багато воїнів ставали бюрократами чи адміністраторами, якщо вони не могли утримувати свої посади солдатів у службі дайме. Ті, хто не міг знайти почесної роботи або вижити на обмеженій оплаті, стали поза законом або відмовилися від статусу самураїв, щоб знайти інші способи виживання. Для тих, хто залишився самураєм, мечі, які вони носили, стали способом передачі своєї ідентичності. Ремесло виготовлення самурайських мечів, ставало все більш конкурентоспроможним, витонченим і дорогим. У цей історичний час першокласний коваль Денбей Шоамі вперше придумав процес створення Мокуме Гане.